# Slowenische Volleyballnationalmannschaft der Männer
Die slowenische Volleyballnationalmannschaft der Männer ist eine Auswahl der besten slowenischen Spieler, die den Verband Odbojkarska Zveza Slovenije bei internationalen Turnieren und Länderspielen repräsentiert. Die Mannschaft entstand 1991 nach dem Zerfall Jugoslawiens.

## Geschichte

### Weltmeisterschaft
Die Slowenien nahmen erstmals 2018 an einer Volleyball-Weltmeisterschaft teil. Dort erreichten sie den neunten Platz. 2022 war Slowenien gemeinsam mit Polen Gastgeber und beendete das Turnier auf dem vierten Platz.

### Olympische Spiele
Die slowenische Volleyball-Nationalmannschaft der Herren nahm erstmals 2024 in Paris an Olympischen Spielen teil. Das Team schied im Viertelfinale aus.

### Europameisterschaft
Bei der ersten Teilnahme an einer Volleyball-Europameisterschaft belegten die Slowenen 2001 den neunten Rang. Die EM 2007 beendeten sie auf Rang 16. Bei den Europameisterschaften 2015, 2019 und 2021 wurden sie jeweils Vize-Europameister.

### World Cup
Slowenien hat noch nie im World Cup gespielt.

### Weltliga
Slowenien nahm erstmals 2016 an der Weltliga teil und gewann die Division III. Bei der folgenden Ausgabe 2017 gewannen sie in der Division II.
Nations League
An der seit 2018 stattfindenden Volleyball Nations League nahm Slowenien erstmals 2021 teil und wurde Dritter.

### Europaliga
2007 erreichten die Slowenen das Final Four der Europaliga und belegten den vierten Platz. 2015 gewannen sie das Turnier.